# Telychien
| Systeem                                 | Serie      | Etage        | Ouderdom (Ma) |
| --------------------------------------- | ---------- | ------------ | ------------- |
| Devoon                                  | Onder      | Lochkovien   | jonger        |
| Siluur                                  | Pridoli    | Pridoli      | 419,2–423,0   |
| Siluur                                  | Ludlow     | Ludfordien   | 423,0–425,6   |
| Siluur                                  | Ludlow     | Gorstien     | 425,6–427,4   |
| Siluur                                  | Wenlock    | Homerien     | 427,4–430,5   |
| Siluur                                  | Wenlock    | Sheinwoodien | 430,5–433,4   |
| Siluur                                  | Llandovery | Telychien    | 433,4–438,5   |
| Siluur                                  | Llandovery | Aeronien     | 438,5–440,8   |
| Siluur                                  | Llandovery | Rhuddanien   | 440,8–443,4   |
| Ordovicium                              | Boven      | Hirnantien   | ouder         |
| Indeling van het Siluur volgens de ICS. |            |              |               |

Het geologisch tijdperk Telychien (Vlaanderen: Telychiaan), is de laatste tijdsnede (in de stratigrafie een etage) in het Llandovery, het oudste tijdvak in het Siluur. Het Telychien duurde van 438,5 ± 1,1 tot 433,4 ± 0,8 Ma. Het werd voorafgegaan door het Aeronien en na/op het Telychien komt het Sheinwoodien.

## Naamgeving en definitie
Het Telychien is genoemd naar het dorpje Pen-lan-Telych vlak bij Llandovery in Powys (Wales). De golden spike voor het Telychien bevindt zich langs de weg naar de boerderij Cefn Cerig bij Llandovery. De naam Telychien werd in 1971 ingevoerd door een groep Engelse geologen.
De basis van het Telychien ligt tussen het laatste voorkomen (uitsterven) van de brachiopode Eocoelia intermedia en het eerste voorkomen van de brachiopode Eocoelia curtisi. De top van de etage is nog niet duidelijk vastgelegd. Ze ligt tussen de basis van de Acritarcha-biozone 5 en het uitsterven van de conodont Pterospathodus amorphognathoides.